# Battaglia di Rodeo del Medio
La battaglia di Rodeo del Medio, combattuta il 24 settembre 1841 nell'ambito delle guerre civili argentine, fu uno scontro bellico verificatosi nei pressi di Rodeo del Medio, nella provincia di Mendoza (Argentina), tra l'esercito federale comandato da Ángel Pacheco e l'esercito unitario guidato da Gregorio Aráoz de Lamadrid.
La battaglia rappresentò la sconfitta definitiva della Coalizione del Nord (in spagnolo Coalición del Norte), l'alleanza tra le province del nord dell'Argentina contro Juan Manuel de Rosas e il sistema federalista da lui rappresentato.

## Antefatto
Nel 1840, sotto l'impulso del generale unitario Gregorio Aráoz de Lamadrid, si era formata un'alleanza tra le province di Tucumán, Salta, Catamarca, La Rioja e Jujuy; l'alleanza, mirata a contrastare il potere del governatore di Buenos Aires Juan Manuel de Rosas, si nominò Coalizione del Nord e organizzò un esercito al comando dello stesso Lamadrid.

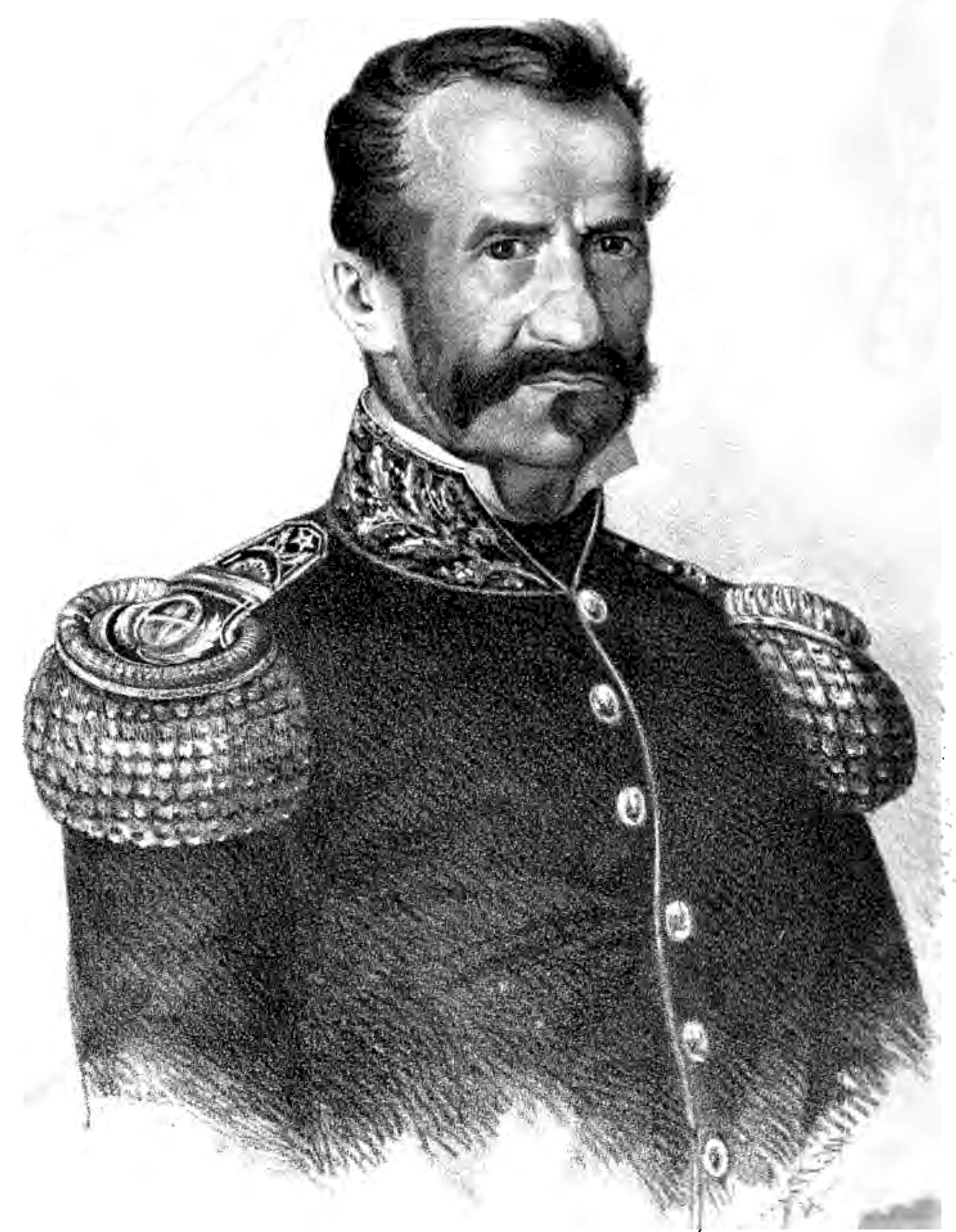
Il generale Gregorio Aráoz de Lamadrid.

Sul litorale, il generale unitario Juan Lavalle aveva già cominciato da oltre un anno una campagna militare contro Rosas; non avendo trovato le forze sufficienti ad attaccare Buenos Aires si ritirò nella provincia di Santa Fe, dove cercò contatti con Lamadrid. I due generali si accordarono per unire i loro eserciti, ma Lavalle, braccato da vicino da un esercito federale che Rosas aveva affidato all'ex presidente uruguaiano Oribe, mancò l'appuntamento ed arrivò al luogo pattuito sei giorni dopo l'abbandono di questo da parte di Lamadrid. Due giorni, il 28 novembre 1840, fu attaccato da Oribe e sconfitto nella battaglia di Quebracho Herrado, lasciando sul campo un migliaio tra morti, feriti e prigionieri.
Lavalle si spostò per alcuni mesi nella provincia di La Rioja, dove iniziò una serie di azione di guerriglia con lo scopo di attirarvi gli eserciti nemici e permettere a Lamadrid di organizzare il suo esercito. Quando alla fine fu costretto a spostarsi a Tucumán, Lamadrid era già partito dalla città per spostarsi nella regione di Cuyo, dove intendeva aprire un nuovo fronte di guerra.
L'avanguardia di Lamadrid, guidata dal colonnello Mariano Acha, si trovò circondata dalle truppe federali comandate dall'ex frate domenicano José Félix Aldao e da Nazario Benavídez, governatori delle province di Mendoza e di San Juan; pur essendo in grandissima inferiorità numerica Acha accettò battaglia il 16 agosto e riuscì a sconfiggere i nemici nella battaglia di Angaco, poco lontano da San Juan, infliggendo loro un altissimo numero di morti. Due giorni dopo, tuttavia, Acha fu attaccato nuovamente da Benavídez e costretto a rifugiarsi nella torre della Cattedrale di San Juan; accettata la resa dietro la promessa di aver salva la vita, fu tuttavia fucilato ugualmente, forse per ordine di Aldao, il 15 settembre.

## La battaglia
La lentezza di marcia di Lamadrid impedì il salvataggio della propria avanguardia. Il generale giunse a San Juan solo il 24 agosto, ripartendo subito per Mendoza, dove arrivò il 4 settembre; qui si fece eleggere governatore. Nel frattempo Oribe aveva lanciato all'inseguimento di Lamadrid il generale Ángel Pacheco che riunì le sue truppe a quelle di Aldao e Benavídez, formando così un contingente di più di 3 000 soldati, più della metà dei quali veterani di fanteria. Da parte sua, Lamadrid disponeva dopo la perdita della sua avanguardia di 1 600 soldati, in gran parte reclute.

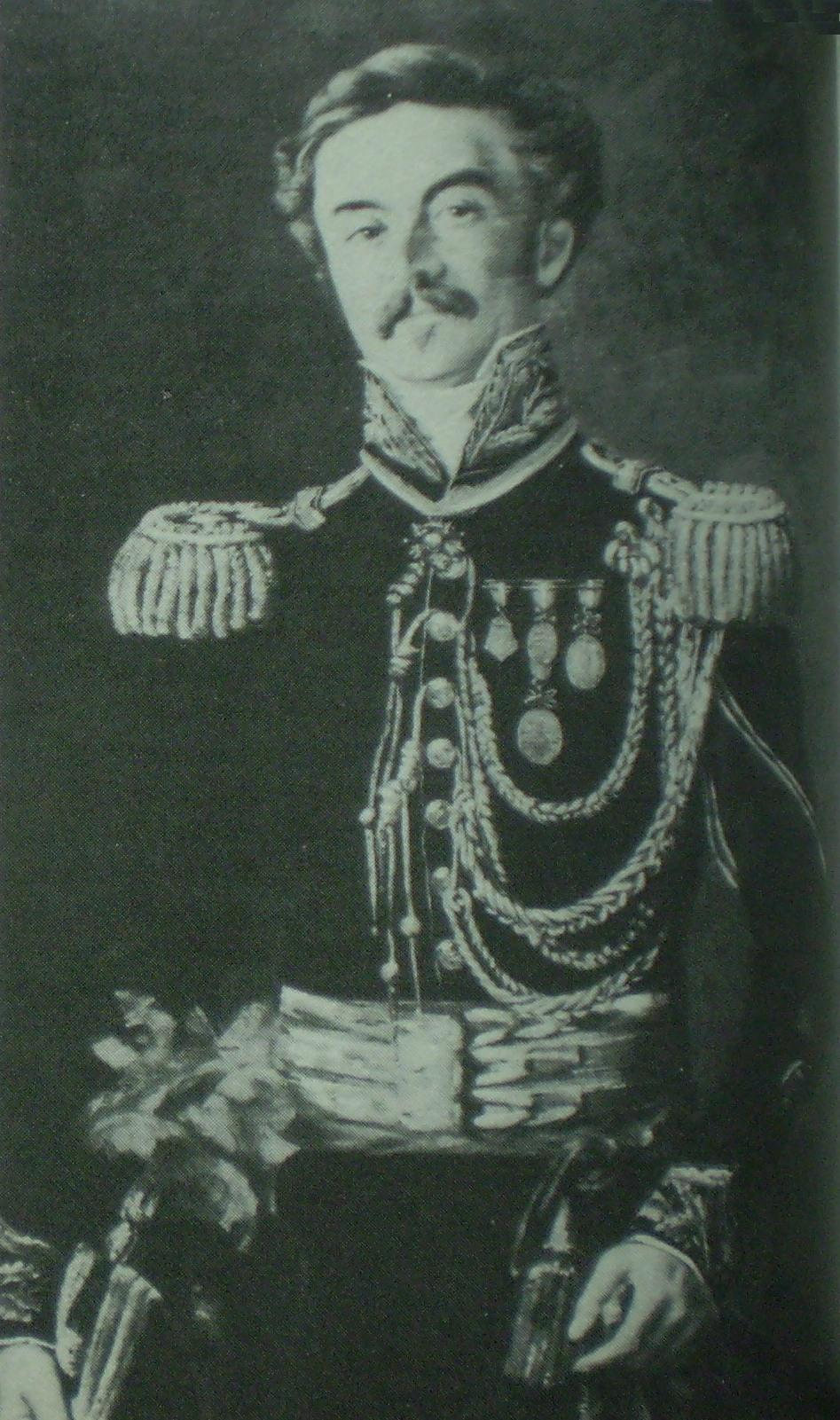
Il generale Ángel Pacheco.

La mattina del 24 settembre i due eserciti si trovarono schierati poco lontano da Mendoza, Lamadrid dispose alla sua destra due divisioni di cavalleria, comandate da Peñaloza e Baltar, al centro 400 fanti e 9 pezzi d'artiglieria e a sinistra una divisione di cavalleria comandata dal colonnello Crisóstomo Álvarez; Pacheco collocò alla sua destra una divisione e tre squadroni di cavalleria, al centro tre battaglioni di fanteria con 10 pezzi d'artiglieria e nell'ala sinistra altri quattro squadroni di cavalieri. La battaglia si sviluppò attorno alla conquista di un ponte situato tra i due schieramenti; Pacheco riuscì a conquistarlo, mentre la controffensiva ordinata da Lamadrid trovò un coraggioso interprete in Álvarez, ma anche l'indisciplinato rifiuto degli ordini da parte di Peñaloza e Baltar. Il cedimento della sua ala destra portò l'esercito unitario alla sconfitta.
Lamadrid lasciò sul campo 400 uomini tra morti e feriti, mentre altri 500 furono fatti prigionieri dal nemico. Lui stesso dovette respingere personalmente una pattuglia di cavalleria federale caricandola con sette suoi soldati. Al generale non rimase che l'opzione di attraversare le Ande al termine del rigido inverno australe con i suoi cinquecento sopravvissuti; nella tragica traversata molti morirono di freddo e di stenti.

## Conseguenze
Cinque giorni prima della battaglia di Rodeo del Medio, molto più a nord anche Lavalle era stato definitivamente sconfitto nella battaglia di Famaillá, nei pressi di Tucumán. In fuga verso la Bolivia, Lavalle fu trovato privo di vita, in circostanze mai del tutto chiarite, la mattina del 9 ottobre 1840.
Con l'uscita di scena di Lavalle e la fuga in Cile di Lamadrid gli unitarios subirono la loro definitiva sconfitta, mentre i federales si ritrovarono assoluti padroni della situazione politica argentina; le diverse province continuarono ad essere blandamente legate da una debolissima unità, sancita dal Pacto Federal, per altri dieci anni, fino a quando un caudillo proveniente dalle file federali stesse, Justo José de Urquiza, decise di ribellarsi al potere economico esercitato dalla provincia di Buenos Aires e dal suo governatore Juan Manuel de Rosas.